# Дерби (Канзас)
Дерби (енгл. Derby) град је у америчкој савезној држави Канзас.

## Демографија
По попису из 2010. године број становника је 22.158, што је 4.351 (24,4%) становника више него 2000. године.
| Група             | 2000.          | 2010.          |
| Белци             | 16.446 (92,4%) | 19.494 (88,0%) |
| Афроамериканци    | 237 (1,3%)     | 410 (1,9%)     |
| Азијати           | 179 (1,0%)     | 345 (1,6%)     |
| Хиспаноамериканци | 533 (3,0%)     | 1.163 (5,2%)   |
| Укупно            | 17.807         | 22.158         |